# Némethy Gyula
Némethy Gyula (Pusztamargitta, 1867. április 22. – Nagyvárad, 1951. december 19.)  magyar római katolikus egyházi író, művészettörténész.

## Életútja
Középiskoláit Nagyváradon végezte, teológiai doktorátust Bécsben szerzett (1892). Hitoktató a nagyváradi főreáliskolában, majd a Római Katolikus Papnevelő Intézet tanára, utóbb rektora (1894-1948). A helybeli Jogakadémián 1899-től a művelődéstörténet előadója. Apátkanonok (1921), pápai prelátus (1924). A Bihar megyei Régészeti és Történeti Társulat titkára, 1929-től elnöke. Ő rendezte az Ipolyi Arnold-féle gyűjteményt. Karácsonyi János püspök halála után a Szigligeti Társaság elnöke is. A nagyváradi Katolikus Kör elnöke, az Erdélyi Katolikus Akadémia tudományos szakosztályának tagja.
Életének utolsó időszakában a székesegyház Szent László-oltárképének restaurálását irányította. Írásainak zöme az egyházi művészettel foglalkozott. Tanulmányai közt szerepel a Miseruha (Budapest, 1901), A szentkehely (Budapest, 1904), Az öltözet jelentősége a szobrászatban (Nagyvárad, 1911), de Az ősember a paleontológia világában (Budapest, 1912) c. munkájában kitér régészeti kérdésekre is. Külön műfaja volt az "esküvői intelem" fiatal házasokhoz, több eskető szentbeszédét ki is adta. A Nagyvárad, Pásztortűz, Vasárnap számos előadását és tanulmányát közölte. A Nagyvárad hasábjain ismertette a remetei középkori templom falfestményeit (1927), idézte Szigligeti Ede emlékét (1928), szólt a költői és prófétai hivatásról (1931), köszöntötte Reményik Sándort (1941). Az aradi Vasárnap 1936/8. számában Az "Utolsó vacsora" tragédiája c. alatt Leonardo da Vinci remekének keletkezését, sorsát és állapotát írja le milánói vizsgálódásai alapján. Dokumentum értékű, számos kötetbe foglalt naplója (1895-1948) kéziratban maradt.

## További kötetei
- Háború és festőművészet (Nagyvárad, 1915);
- Karácsonyi János, a történetíró (Nagyvárad, 1929);
- A nagyváradi római katolikus székesegyház (Nagyvárad, 1942).

## Társasági tagság
- A Szigligeti Társaság elnöke (megválasztása: Nagyvárad 1929. november 19.)